# Podia Ser Natal

Ver: Todos os EP's

Podia Ser Natal é o extended play (EP) da banda portuguesa de rock UHF. Editado em novembro de 2004 pela AM.RA Discos.
"Podia Ser Natal" é um poema de António Manuel Ribeiro publicado no Jornal Público, em dezembro de 1994, a convite do jornalista Luís Maio. O jornal pretendia editar textos alusivos ao Natal, para que os leitores pudessem agarrar num instrumento musical e cantar uma nova canção natalícia. Juntamente com inéditos de outros autores, o desafio da publicação fora ganho. Um ano depois, o tema foi originalmente gravado na compilação de Natal de vários artistas Espanta Espíritos (1995), cantado em dueto com Miguel Ângelo.[carece de fontes?]
Foi depois recuperado no álbum a solo de António Manuel Ribeiro, Sierra Maestra (2000), e em 2014 é editado ao vivo no álbum Duas Noites em Dezembro, só com a voz de António Manuel Ribeiro tal como na edição de 2004.[carece de fontes?]
No ano de 2004, a canção "Podia Ser Natal" foi apresentada com uma nova versão no programa de entretenimento "As Mais Belas Canções de Natal", na estação de televisão SIC. Impulsionados pela passagem na televisão, a banda, decidiu lançar o tema em single juntando os inéditos "Quarto 603" (1999) e "Um Homem à Porta do Céu" (2001), dando continuidade à divulgação do arquivo histórico dos UHF, iniciado em 1996 no relançamento da coletânea Cheio. A edição do extended play, Podia Ser Natal, foi limitada a 500 exemplares, em que a banda entregou um euro por cada disco vendido à Fundação AMI.

## Lista de faixas
O extended play (EP) é composto por três faixas em versão padrão, da autoria de António Manuel Ribeiro.
| EP             |                                     |                    |         |  |
| N.º            | Título                              | Compositor(es)     | Duração |  |
| 1.             | "Podia Ser Natal"                   | António M. Ribeiro | 3:48    |  |
| 2.             | "Quarto 603" (inédito)              | António M. Ribeiro | 2:43    |  |
| 3.             | "Um Homem à Porta do Céu" (inédito) | António M. Ribeiro | 4:29    |  |
| Duração total: | Duração total:                      | Duração total:     | 10:20   |  |

## Membros da banda
- António Manuel Ribeiro (vocal e guitarra acústica)
- António Côrte-Real (guitarra)
- Fernando Rodrigues (baixo e vocal de apoio)
- Ivan Cristiano (bateria e vocal de apoio)

Convidados
- Jorge Manuel Costa (teclas e saxofone)
- Nuno Flores (viola de arco)